# Nicola Sansone
Nicola Sansone (Múnich, Alemania, 10 de septiembre de 1991) es un futbolista italiano. Juega de delantero y su equipo es la U. S. Lecce de la Serie A de Italia.

## Selección nacional
Ha sido internacional con la selección de fútbol de Italia en tres ocasiones. Debutó el 16 de junio de 2015, en un encuentro amistoso ante la selección de Portugal que finalizó con marcador de 1-0 a favor de los portugueses.

### Participaciones en Eurocopas
| Eurocopa                | Sede   | Resultado  |
| ----------------------- | ------ | ---------- |
| Eurocopa Sub-21 de 2013 | Israel | Subcampeón |

## Clubes
| Club                   | País                | Año                 | Partidos | Anotado |
| ---------------------- | ------------------- | ------------------- | -------- | ------- |
| Bayern de Múnich II    | Alemania            | 2009-2011           | 32       | 2       |
| F. C. Crotone          | Italia              | 2011-2012           | 36       | 6       |
| Parma F. C.            | Italia              | 2012-2014           | 45       | 8       |
| U. S. Sassuolo         | Italia              | 2014-2016           | 89       | 20      |
| Villarreal C. F.       | España              | 2016-2019           | 71       | 16      |
| Bologna F. C. (cedido) | Italia              | 2019                | 16       | 2       |
| Bologna F. C.          | Italia              | 2019-2023           | 109      | 13      |
| U. S. Lecce            | Italia              | 2023-               | 31       | 2       |
| Total en su carrera    | Total en su carrera | Total en su carrera | 429      | 70      |